# Neslihan Kavas
Neslihan Kavas (Eskişehir, 29 de agosto de 1987) es una deportista turca que compitió en tenis de mesa adaptado. Ganó tres medallas en los Juegos Paralímpicos de Verano, bronce en Pekín 2008 y dos platas en Londres 2012.

## Palmarés internacional
| Juegos Paralímpicos | Juegos Paralímpicos   | Juegos Paralímpicos | Juegos Paralímpicos |
| Año                 | Lugar                 | Medalla             | Prueba              |
| ------------------- | --------------------- | ------------------- | ------------------- |
| 2008                | Pekín (China)         | Medalla de bronce   | Individual 9        |
| 2012                | Londres (Reino Unido) | Medalla de plata    | Individual 9        |
| 2012                | Londres (Reino Unido) | Medalla de plata    | Equipo 6-10         |